# Dennis Specialist Vehicles

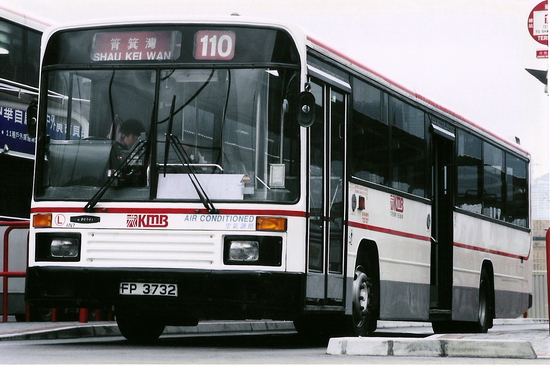
Праворульный автобус на шасси Dennis

Dennis Specialist Vehicles — английский производитель коммерческих автомобилей из Гилфорда, более всего известный производством автобусов, пожарных машин, грузовиков и муниципального транспорта, например, мусоровозов.
В 1980-е годы Dennis разделилась на две самостоятельные компании, одна из которых продолжает изготовление многочисленных шасси для автобусов.
Из существующих ныне двух независимых компаний Dennis, изготовлением автобусных шасси занимается главное отделение Dennis Specialist Vehicles в Гилфорде. Выпускаются автобусные шасси Dennis Lancet и Dart, на которых британские и иностранные специализированные фирмы устанавливали кузова малой и средней вместимости. В настоящее время Dennis предлагает 4 серии автобусных шасси. Наиболее простое «классическое» шасси Lancet с колесной базой 5805 мм оснащено 6-цилиндровым 5,9-литровым дизельным двигателем Cummins мощностью 145 л. с., установленным продольно в заднем свесе шасси, а также автоматической 4-ступенчатой коробкой передач Allison и пневматической подвеской всех колес.

## Серия Dart SLF

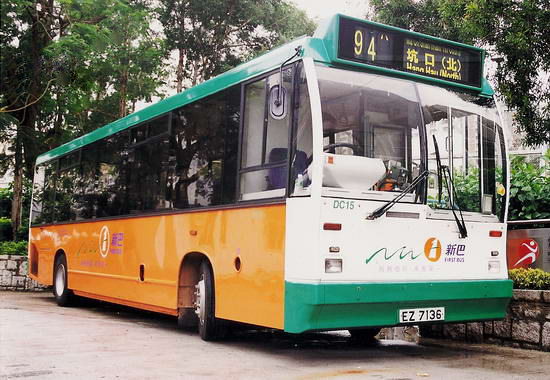
Автобус на шасси Dennis Dart

Гамма облегченных низкорамных шасси Dart SLF имеет 3 размера колёсной базы (4400, 5200, 5805 мм) и оснащено двумя вариантами дизеля Cummins в 130 и 145 л. с., также расположенного продольно сзади. Такие шасси предназначены для городских и пригородных автобусов длиной 9,5-11,0 м вместимостью до 45 пассажиров и полной массой до 12 т.

## Серия Javelin
Шасси Dennis Javelin предлагаются в нескольких типоразмерах с колесной базой от 4000 до 6250 мм и двигателями Cummins мощностью 220—300 л. с., расположенными вертикально в средней части шасси между лонжеронами рамы. На них используются механическая 6-ступенчатая коробка, пневматическая подвеска и передние дисковые тормоза. Такие шасси служат для создания туристских автобусов полной массой 13,5-18,0 т.

## Серия Super Dart
Удлиненное шасси Super Dart с двигателем в 160 л. с. и базой 5950 мм рассчитано на пригородные автобусы длиной 11-12 м, вместимостью 65 человек и массой 13 т. Основным изготовителем кузовов для них является фирма Plaxton, выпускающая на шасси Dart автобусы Mini Pointer и Super Pointer.

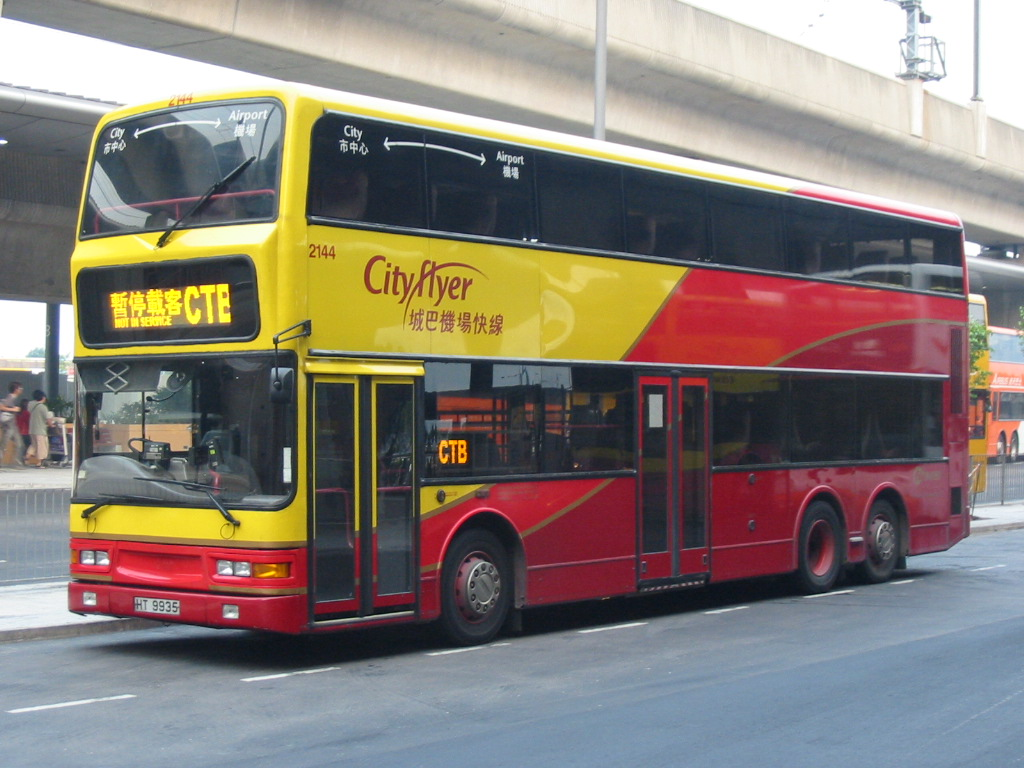
Автобус на шасси Dennis Trident 3

## Серия Trident 3 (6х2)
Программу фирмы Dennis замыкает 3-осное шасси Trident 3 (6х2) с задним 6-цилиндровым 305-сильным дизельным двигателем Cummins продольного расположения и 3-ступенчатой коробкой передач Voith. На нём монтируются 2-этажные кузова для городских автобусов полной массой до 24 т.